# پتر بکمان
پتر بکمان (چکی: Petr Beckmann; ۱۳ نوامبر ۱۹۲۴ – ۳ اوت ۱۹۹۳) فیزیک‌دان چکسلواکیایی مهاجرت‌کرده به ایالات متحده آمریکا بود. بکمان استاد مهندسی برق و مدافع لیبرترینیسم و انرژی هسته‌ای بود که نظریه نسبیت آلبرت انیشتین و دیگر نظریه‌های پذیرفته‌شده در فیزیک مدرن را به چالش می‌کشید.